# Grobiņa (novads)
Grobiņa (łot.: Grobiņas novads) – jeden z łotewskich novadsów, funkcjonujący w latach 2009–2021.

## Historia
Novads powstało na terenach należących przed 2009 do rejonu Lipawa.
W skład novadsu wchodziło miasto Grobiņa oraz cztery pagastsy: Bārta, Gavieze, Grobiņa i Medze. Jego stolicą zostało miasto Grobiņa.
Zlikwidowany w ramach reformy administracyjnej 30 czerwca 2021. Wszedł w całości w skład nowego novadsu Kurlandia Południowa.